# Håkan Lahger
Ernst Håkan Lahger, född 1 juni 1950 i Sundsvall, är en svensk kultur- och nöjesjournalist och författare. Han har arbetat på Sveriges Television och TV4. 1980 var han medgrundare av tidningen Schlager. Sedan 1997 är han redaktör för tidskriften Film & TV.
Den 18 juli 1985 var han värd för radioprogrammet Sommar. Han tilldelades Jurgen Schildt-priset 2002.